# Младен М. Жујовић
Младен М. Жујовић (Јешевац у Гружи, 20. јул 1811 — Београд, 16. мај 1894) био је српски политичар и официр. Жујовић је био управник града Београда, председник Београдске општине, окружни начелник Рудничког округа, пуковник, начелник Главне војне управе, државни саветник.

## Биографија
Рођен је у Јешевцу као син Миленка Жујовића, учесника Првог српског устанка чији је брат био Јован Жујовић, бимбаша. Основну школу је завршио у Борчу и Крагујевцу. Породица Жујовић се 1826. године преселила у Неменикуће.
Оженио се Јеленом (1825—1875), ћерком Ристе Данића, њена сестра Софија је била удата за Илију Гарашанина. Имали су осморо деце, пет синова: Миленко, Михаило, Јован, Ђорђе и Јеврем и три ћерке: Катарина, Јелисавета и Љубица. Међу његовом децом посебно се истакао геолог и академик Јован Жујовић (1856—1936).
Војну службу је почео 23. априла 1830. године у гардијској чети кнеза Милоша Обреновића. Одатле је после две године прекомандован у тек основани коњички гарнизон. Упућен је 1834. као војни питомац на трогодишње школовање у Русију. Када се вратио у Србију добио је 1837. чин официра, постао је капетан 31. маја 1839. године и командир ескадрона. Био је и ађутант кнеза Михаила. У чин мајора је унапређен 11. децембра 1840. Био је Управник града Београда у периоду од 24. септембра 1840. до 6. августа 1842. Осим тога био је Председник београдске општине од 25. септембра 1840. до краја 1841. године, када је та служба издвојена из Управе града Београда.
Године 1842. је била смена династија у Србији, уместо кнеза Михаила Обреновића дошао је на власт кнез Александар Карађорђевић. Младен је као присталица Обреновића смењен са функције, одузет му је чин, ухапшен је и осуђен на пет година затвора. Пресуда је затим одлуком вишег суда промењена 1844. у принудни боравак у родитељској кући у Неменикућама.
У службу је враћен 1850. године, именован је за помоћника окружног начелника у Ћурпији, а затим крајем исте године за начелника Рудничког округа. Његовом иницијативном и заслугом подигнут је 1853. Горњи Милановац. У војсци је 1853. унапређен у чин потпуковника, а 1858. у чин пуковника. Учествовао је као народни посланика 1858. на Светоандрејској скупштини када су Обреновићи поново дошли на власт. Исте године је једно време поново био Управник града Београда. Осумњичен је у јавности да је био саучесник у тровању највећег противника династије Томе Вучића Перишића.
Кнез Милош га је 9. фебруара 1860. поставио за начелника Главне војне управе, што је било у рангу министра. Постао је јануара 1861. године члан Државног савета. Пензионисан је 1876. године. Умро је 1894. у Београду и сахрањен у породичној гробници на Новом гробљу у Београду. Написао је књигу „Белешке Младена Жујовића, државног саветника“, штампану 1902. године.